# IBM 610
IBM 610オートポイントコンピュータ (IBM 610 Auto-Point Computer) は、卓上計算機しかコンピュータの経験がないような一個人が使用するコンピュータという意味で、最初のパーソナルコンピュータの一つである。それはキーボードによって対話的に制御された。このマシンの主な設計者はジョン・レンツ (John Lentz) で、コロンビア大学のワトソン研究室での研究の一環として行われた。
IBM 610は1957年に発売された。オフィスに簡単に収まるほど小さく、重さは約800ポンド(360kg)であった。特別な電源装置や空調設備を必要とせず、普通のオフィスで使用できるように設計されていた。真空管、磁気ドラム、紙テープ読取機とさん孔機を使用した。入力はキーボードからで、出力はIBM電動タイプライターで、毎秒18文字で行われた。これは、キーボードから制御された最初の (最初ではないにしても) コンピュータの1つであった。「オートポイント」という用語は、浮動小数点演算で小数点を自動的に調整する機能を意味していた。
価格は55,000ドルで、月額1150ドル (アカデミック460ドル) でレンタルすることもできた。合計180台が製造された。これは遅くて制限されたコンピュータであり、一般にはIBM 1620で置き換えられた。

## 参照項目
- 真空管式コンピュータ一覧